# Wenn Worte meine Sprache wären (Lied)
Wenn Worte meine Sprache wären ist ein Lied des deutschen Singer-Songwriters Tim Bendzko aus dem Jahr 2011. Das Stück ist die zweite Singleauskopplung aus seinem gleichnamigen Debütalbum und Siegertitel des Bundesvision Song Contest 2011.

## Entstehung und Veröffentlichung
Das von Bendzko komponierte und getextete Lied wurde in den Hamburger Festland Studios von Swen Meyer für das gleichnamige Debütalbum produziert. Die Albumversion ist mit einer Länge von 3:30 Minuten geringfügig länger als die Singleauskoppelung.

## Bundesvision Song Contest 2011
Tim Bendzko gewann den Bundesvision Song Contest 2011 für Berlin mit 30 Punkten Vorsprung vor dem für Bremen antretenden Flo Mega mit dem Lied Zurück (111 Punkte). Während der Punktevergabe aller 16 Bundesländer setzte sich Bendzko schon relativ früh mit großem Abstand vor seinen Mitkonkurrenten ab. Neben seiner Heimat Berlin bekam er ebenfalls aus Brandenburg die volle Punktzahl.
Dies war bereits der dritte Sieg eines Künstlers aus Berlin, bei der siebten Austragung des Bundesvision Song Contests. Zuvor konnten 2006 Seeed mit dem Lied Ding und 2009 Peter Fox mit dem Lied Schwarz zu blau gewinnen.
Jeder Künstler dreht zu Promotionzwecken einen Wahlwerbespot für die Teilnahme am BuViSoco. In diesem sind Bendzko und Fans an verschiedenen Schauplätzen (z. B. Alexanderplatz, Berliner Mauer, Brandenburger Tor …) zu sehen, wie sie einen Aufruf dazu starten, dass die Zuschauer für ihn voten sollen.
|   |   |    |    |    |   |    |   |   |   |    |   |   |   |    |    | Gesamt |
| - | - | -- | -- | -- | - | -- | - | - | - | -- | - | - | - | -- | -- | ------ |
| 7 | 8 | 10 | 12 | 10 | 8 | 10 | 7 | 7 | 8 | 10 | 6 | 8 | 8 | 12 | 10 | 141    |

## Inhalt
Der Liedtext handelt von Schüchternheit und dem Unvermögen, einer anderen Person die eigenen Gefühle zu gestehen („Mir fehlen die Worte/  ich hab’ die Worte nicht / Dir zu sagen was ich fühl’“).

## Kommerzieller Erfolg

### Chartplatzierungen
Wenn Worte meine Sprache wären erreichte in Deutschland Position fünf der Singlecharts, in Österreich erreichte die Single Position 15 und in der Schweiz Position 33 der Charts. Obwohl es das Lied nicht auf Platz eins schaffte, war es trotzdem für einen Zeitraum von einer Woche das erfolgreichste deutschsprachige Lied in den deutschen Singlecharts. Für Bendzko ist dies in Deutschland der zweite Top-10-Hit in Folge und zugleich die zweite Single in Folge, die sich gleichzeitig in allen D-A-CH-Staaten platzieren konnte.
Bendzko platzierte als erster deutscher Newcomer sein Album, seine Debütsingle und seine zweite Single gleichzeitig in der deutschen Hitparade.
| ChartsChartplatzierungen | Höchstplatzierung | Wochen |
| ------------------------ | ----------------- | ------ |
| Deutschland (GfK)        | 5 (26 Wo.)        | 26     |
| Österreich (Ö3)          | 15 (26 Wo.)       | 26     |
| Schweiz (IFPI)           | 33 (1 Wo.)        | 1      |

| ChartsJahrescharts (2011) | Platzierung |
| ------------------------- | ----------- |
| Deutschland (GfK)         | 83          |

### Auszeichnungen für Musikverkäufe
| Land/Region        | Auszeichnungen für Musikverkäufe (Land/Region, Auszeichnung, Verkäufe) | Verkäufe |
| ------------------ | ---------------------------------------------------------------------- | -------- |
| Deutschland (BVMI) | Gold                                                                   | 150.000  |
| Insgesamt          | 1× Gold ·                                                              | 150.000  |

## Coverversionen
Im Jahr 2024 coverte der deutsche Popsänger Johannes Oerding das Lied im Zuge der elften Staffel des TV-Formats Sing meinen Song – Das Tauschkonzert. Am 17. Mai 2024 erschien seine Neuinterpretation auf dem dazugehörigen TV-Sampler.